# Blitridium
Blitridium är ett släkte av svampar. Blitridium ingår i familjen Triblidiaceae, ordningen Triblidiales, divisionen sporsäcksvampar och riket svampar.
| Blitridium | \| \| Blitridium nigrocinnabarinum \| \| \| \| |
|            | \| \| Blitridium nigrocinnabarinum \| \| \| \| |
|            | Huangshania                                    |
|            |                                                |
|            | Triblidium                                     |
|            |                                                |
|            | Pseudographis                                  |
|            |                                                |
|            | Blitridium nigrocinnabarinum                   |
|            |                                                |

|  | Blitridium nigrocinnabarinum |
|  |                              |